# Flugunfall einer Iljuschin Il-114 bei Moskau 1993
Der Flugunfall einer Iljuschin Il-114 bei Moskau 1993 ereignete sich am 5. Juli 1993. An diesem Tag stürzte eine Iljuschin Il-114 bei einem Werksflug von Iljuschin kurz nach dem Start vom Flughafen Moskau-Schukowski ab. Bei dem Unfall kamen sieben der neun Insassen ums Leben.

## Flugzeug
Die betroffene Maschine war eine 1990 gebaute Iljuschin Il-114 mit der Werknummer 01-03, der zweite Prototyp dieses Flugzeugtyps. Der Erstflug der Maschine war am 24. Dezember 1990 mit dem sowjetischen Luftfahrzeugkennzeichen CCCP-54001 erfolgt. Im Juli 1992 erhielt die Maschine ihr neues, russisches Kennzeichen RA-54001. Das zweimotorige Kurzstreckenflugzeug war mit zwei Turboproptriebwerken des Typs Klimow TW7-117S ausgestattet.

## Insassen und Flugzweck
Mit der Maschine sollte an dem Tag eine Serie von fünf Flügen mit einer Dauer von jeweils etwa sieben Minuten durchgeführt werden. Die Flüge dienten zur Messung der Intensität des Fluglärms am Boden. Der Unfall ereignete sich beim ersten Flug, bei dem die Maschine mit ihrem maximalen Startgewicht abheben sollte. Da es sich um einen Testflug handelte, befand sich lediglich eine neunköpfige Flugzeugbesatzung an Bord, die aus Piloten und Flugzeugtechnikern bestand. 

## Unfallhergang
Der Start der Maschine erfolgte gegen 12 Uhr Ortszeit. Nach einem ungewöhnlich langen Startlauf hob die Maschine in einem steilen Winkel ab. In einer Flughöhe von 45 Metern schaltete sich der Propeller des rechten Triebwerks in die Segelstellung. Die Maschine rollte daraufhin nach links und rechts und erreichte einen überkritischen Anstellwinkel, woraufhin es zum Strömungsabriss kam. Die Iljuschin stürzte 400 Meter vor der Landebahnschwelle zu Boden und geriet in Brand. Bei dem Unfall wurden sieben Insassen getötet und die verbliebenen zwei schwer verletzt.

## Ursache
Das Zwischenstaatliche Luftfahrtkomitee übernahm nach dem Unfall die Ermittlungen zur Unfallursache. Die Ermittler führten den Unfall auf die selbsttätige Auslösung des Verstellpropellers in geringer Höhe zurück, die aufgrund eines Fehlers in der elektronischen Steuereinheit erfolgt sei. Aus Zeitgründen sei es der Besatzung weder möglich gewesen, die Ursache des Ausfalls zu identifizieren, noch die Maschine vor dem Aufprall abzufangen.